# Hajar Azell
Hajar Chokairi, dite Hajar Azell, née à Rabat en 1992, est une écrivaine franco-marocaine.

## Biographie

### Enfance et formation
Hajar Azell naît en 1992 à Rabat au Maroc. Elle grandit à Harhoura.
D’origine de Tanger et de Khémisset, elle est la fille de professeurs à la faculté de médecine.
Elle grandit à Rabat où elle étudie en filière scientifique.
Puis elle réalise ses études supérieures à Paris où elle emménage en 2010,. Elle est boursière Excellence-Major de 2010 à 2015. Elle fait des classes préparatoires en option sciences économiques à Paris puis intègre HEC et l'École Polytechnique,. Elle étudie le management mais également la philosophie en suivant parallèlement un master à la faculté,.

### Carrière

#### Littérature
En 2021, elle publie son premier roman, L'envers de l'été, aux éditions Gallimard. Le livre explore la nostalgie des vacances passées dans une maison familiale ainsi que les lourds secrets de famille qui peuvent s'y cacher, et les rapports interfamiliaux inégaux dont les femmes sont souvent les premières victimes,. « Ecrit dans un style sobre et ascétique, le livre n’en garde pas moins cette part lumineuse et solaire exprimée parfois dans des passages lyriques chantant l’harmonie entre l’homme et sa terre. Certains fragments font d’ailleurs penser à « l’été » d’Albert Camus à l'égard duquel l’écrivaine ne cache pas son admiration, peut on lire dans L'Opinion . Cependant, son roman cherche à raconter la Méditerranée par delà l'orientalisme camusien, auquel elle fait référence en citant la célèbre phrase de l'écrivain Kateb Yacine : « dans les livres de Camus, le peuple algérien est pratiquement inexistant ».  

#### Autre
Elle est parallèlement entrepreneure culturelle, enseignante universitaire et consultante. Elle développe le magazine Onorient, un magazine web dédié à la création en Afrique du Nord et au Moyen-Orient, qu'elle rejoint en 2013 et dont elle devient la directrice. 

### Vie privée
Elle vit entre la France et le Maroc,. 

## Œuvre
- L'Envers de l'été, éditions Gallimard, 2021.
- Le sens de la fuite, éditions Gallimard, 2025.